# Markham (arrondissement)
Markham Dzong, Chinees: Markam Xian is een arrondissement in de prefectuur Chamdo in de Tibetaanse Autonome Regio, China. De hoofdplaats is Garthog. Door Markham lopen de nationale wegen G214 en G318.
Het heeft een oppervlakte van 11.576 km² en in 1999 telde het 70.276 inwoners. De gemiddelde hoogte is 4317 meter. De gemiddelde jaarlijkse temperatuur is 3,5 °C en jaarlijks valt er gemiddeld 485,2 mm neerslag.

## Bestuurlijke indeling
Op gemeenteniveau kent Markham twee grote gemeentes en veertien gemeentes, waaronder Naxi.

## Galerij

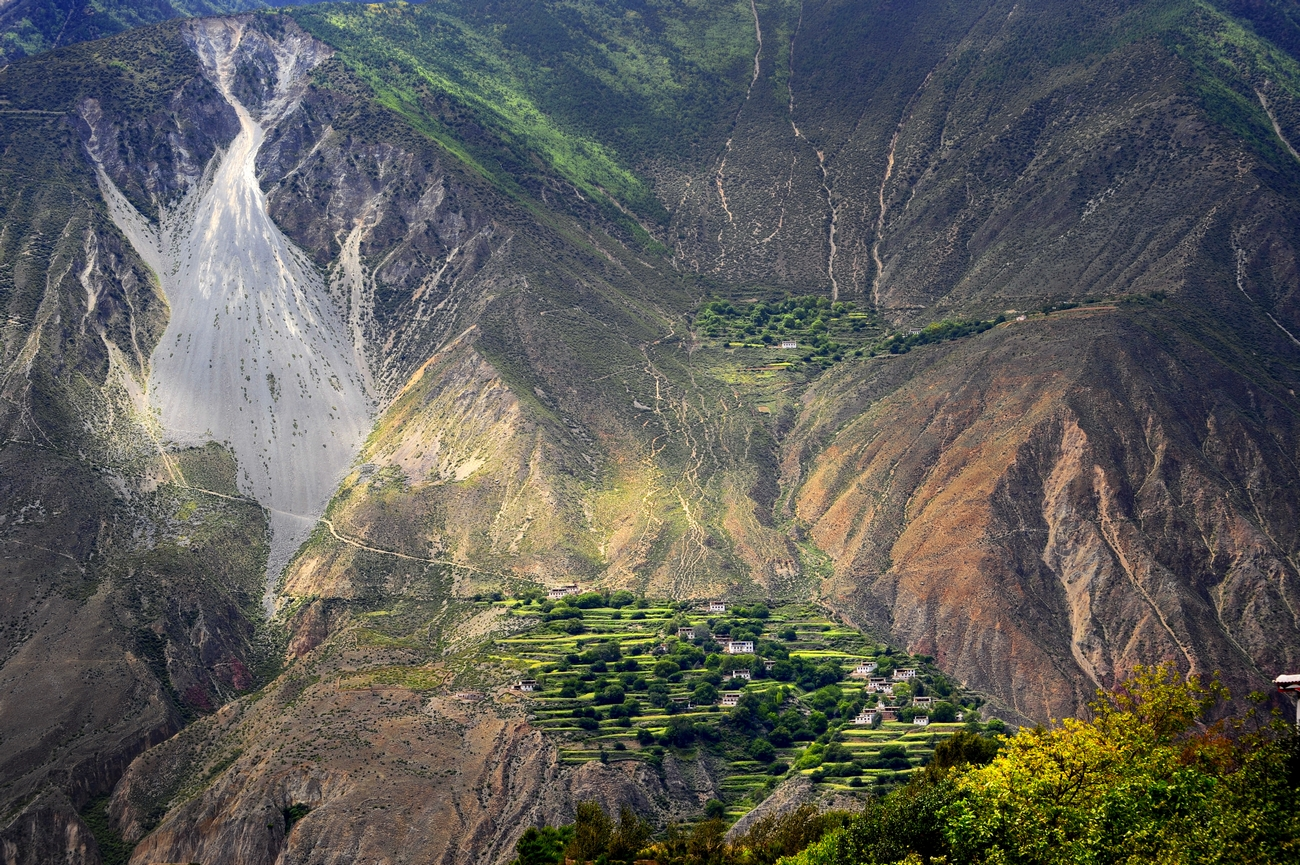
Landschap in Markham Dzong